# Dmitri Shcherbachov
Dmitri Shcherbachov fue un general ruso que combatió en la Primera Guerra Mundial.

## Primera Guerra Mundial

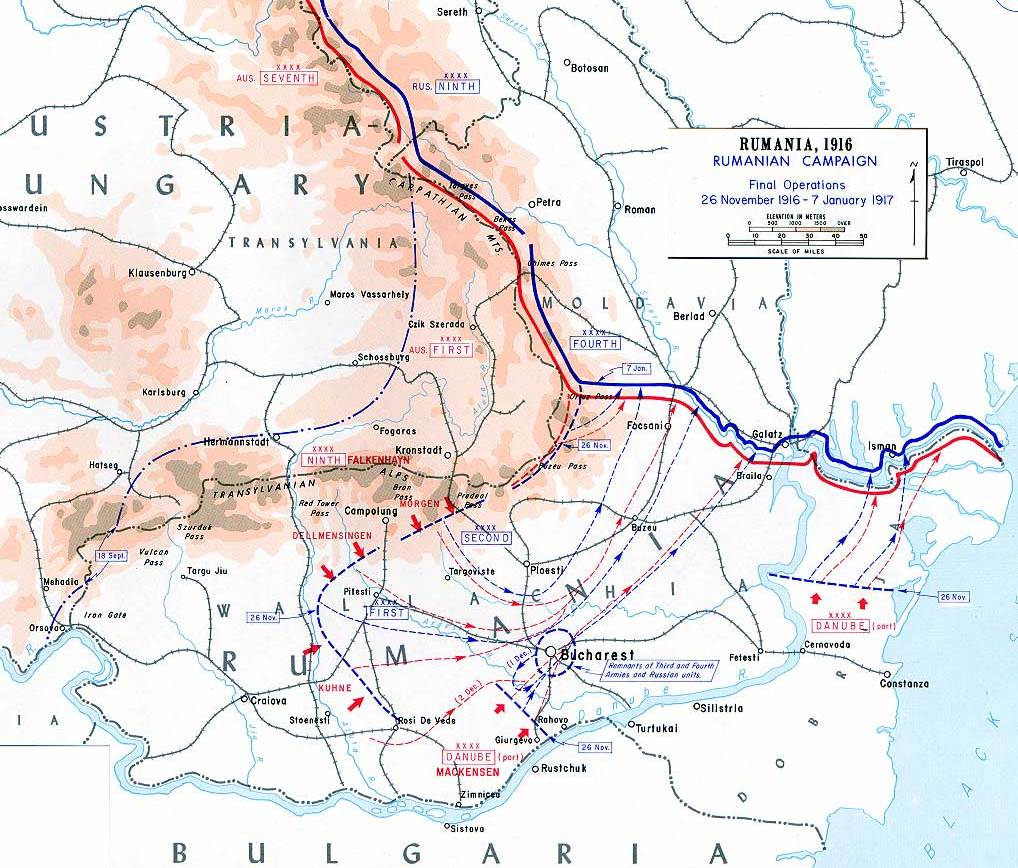
Mapa del frente rumano durante la Primera Guerra Mundial

Obtuvo el mando del 7.º Ejército ruso, el segundo más meridional del frente suroccidental ruso, apenas una semana antes del comienzo de la ofensiva en el río Strypa de diciembre de 1915. El ataque resultó un fracaso, que Shcherbachiov atribuyó a la inexistente escasez de munición para sus cañones. El general había tratado en vano de repetir la táctica empleada antes con éxito por August von Mackensen de concentrar gran superioridad de efectivos —tanto de soldados como de cañones— en un sector estrecho del frente del que el enemigo no pudiese retirarse.
Durante la Ofensiva Brusílov, mandaba aún el 7.º Ejército ruso. Encandilado con los métodos bélicos franceses, Shcherbachov llevó a cabo un ataque más convencional que los del resto de subordinados de Brusílov. El ataque principal, realizado tras un largo bombardeo de dos días, fracasó y causó veinte mil bajas. Solo fructificó una acometida menor, impuesta a Shcherbachov por Brusílov.
Cuando Rumanía entró en la guerra, Shcherbachov fue el jefe del frente rumano sostenido por el ejército ruso a partir de la primavera de 1917. Oficialmente, era el jefe del Estado Mayor del frente dirigido por el rey rumano Fernando I, pero se limitó a mandar a las numerosas tropas rusas —un millón— de este frente, dejando las rumanas al mando de sus oficiales. Fue el responsable de planear la ofensiva rumano-rusa del verano de 1917, solicitada por el Gobierno rumano y aprobada por el Gobierno provisional ruso y el Sóviet de Petrogrado.
A comienzos de diciembre de 1917, cuando ya había dejado de controlar las unidades de las que era responsable, optó por negociar un armisticio con el enemigo, que se firmó en la localidad de Focșani el 9 de diciembre.

## Periodo revolucionario
Tras la Revolución rusa de 1917, trató de que Francia interviniese militarmente en Rusia y para ello negoció con el agregado militar francés en Rumanía, el general Henri Berthelot.